# Поклоніння волхвів (Дюрер)
«Поклоніння волхвів» (нім. Anbetung der Könige) — картина німецького художника Альбрехта Дюрера, написана на замовлення курфюрста Саксонії Фрідріха III у 1504 році для вівтаря замкової церкви у Віттенберзі. Вважається однією з найкращих і найбільш значимих робіт Дюрера в період між 1494/5 і 1505 роками (ймовірними першою і другою подорожами художника до Італії).

## Сюжет
Дюрер, на відміну від багатьох художників, що зверталися до нього до цієї теми, не акцентує увагу глядача на пишному кортежі волхвів. У його «Поклонінні» замість натовпу супровідників в екзотичних вбраннях зображено кілька вершників на дальньому плані і лише один персонаж з почту знаходиться поруч з волхвами. Центральна фігура (другий волхв) — автопортрет Дюрера. Притулок Марії і немовляти — бідна хатина, що спирається на античні руїни. Таким чином художник висловлює тему спадкового зв'язку і нового розвитку, яке християнство надало класичному світові.

## Історія
У 1603 році Крістіан II Саксонський подарував картину імператору священної Римської імперії Рудольфу II. Вона залишалася в імператорській колекції у Відні до 1792 року, коли директор Уффіці Луїджі Ланци обміняв її для своєї галереї на картину Фра Бартоломео «Принесення Христа у храм».